# Institute of Economic Affairs
Das Institute of Economic Affairs (IEA) ist die älteste britische  marktliberale Denkfabrik. Es wurde von Antony Fisher 1955 gegründet und seine Selbstbeschreibung lautet: „UK’s original free-market think-tank“.

## Entstehung
Bedeutend für die Gründung des IEA war ein Zusammentreffen von Antony Fisher mit dem Ökonomen Friedrich August von Hayek im Jahre 1947 an der LSE. Fisher hatte eine Zusammenfassung von Hayeks Werk The Road to Serfdom gelesen und wollte zur Verbreitung der Ideen Hayeks beitragen.
Bei diesem Treffen riet Hayek Fisher von einer politischen Karriere ab. Stattdessen schlug er den Aufbau eines Forschungsinstituts vor, das Intellektuelle an Universitäten und im Journalismus mit Studien zum Thema Wirtschaftstheorie und ihre praktischen Anwendungen versorgen sollte.
Während eines Aufenthalts in den USA besuchte Fisher 1952 die Foundation for Economic Education (FEE), die zum Vorbild für seine Gründung einer Denkfabrik wurde. Im Jahre 1955 traf er den Politiker und Geschäftsmann Oliver Smedley. Unterstützt durch dessen Firma Investment and General Management Services (IGMS) gründete Fisher am 9. November in London das Institute of Economic Affairs. Der erste Direktor des IEA war ab 1956 der Wirtschaftswissenschaftler und Journalist Ralph Harris. Vize-Direktor wurde der Ökonom Arthur Seldon, in dessen Aufgabenbereich die Publikationstätigkeit des Instituts lag.

## Ziele
Das IEA richtete 1959 als Gastgeber ein Treffen der Mont Pèlerin Society (MPS) in Oxford aus. Dort konstatierten Harris und Seldon, dass nach dem Zweiten Weltkrieg die Idee des Freien Marktes keine Akzeptanz gefunden habe. Hier liege die Aufgabe des IEA.
Das Ziel, eine freie Gesellschaft zu etablieren und aufrechtzuerhalten, setze drei grundlegende Erfordernisse voraus:
- Erstens müsste die Idee der Marktwirtschaft weithin akzeptiert sein,
- zweitens müsste eine Kompensation für diejenigen Interessen gefunden werden, die bei der Umgestaltung einer Gelenkten Wirtschaft betroffen seien
- und drittens müssten Vorkehrungen getroffen werden, die jede Forderung an die Politik nach Schutz vor den Folgen der Veränderungen sinnlos mache.

Das IEA befasste sich vor allem mit dem ersten Punkt, d. h. mit der Veränderung des intellektuellen Klimas.
Zu den konkreten Forderungen Harris’ und Seldons zählten:
Liberalisierung des Außen- und Devisenhandels,
Abschaffung von Rationierungen,
Ende der Arbeitskräftezuteilung,
Freigabe der Mieten,
Bekämpfung von Wettbewerbsbeschränkungen,
Rückgängigmachung von Verstaatlichungen,
Eigenbeteiligung beim National Health Service,
Zulassung privater TV-Sender
und Abschied von der Politik des billigen Geldes.

## Publikationstätigkeit und Wirken
Viele Autoren des IEA unterstützen in ihren Veröffentlichungen Maßnahmen, die zum Zeitpunkt der Publikation politisch nicht durchsetzbar erschienen, die aber ab den 1980er breite Zustimmung fanden.
Seldon argumentierte 1957 in Pensions in a Free Society für den schrittweisen Übergang von einem staatlichen zu einem privat organisierten Rentensystem.
Georg Tugendhat hielt 1963 in Freedom for Fuel die britische Kohleindustrie für unwirtschaftlich und forderte die Stilllegung von 350 Gruben.
Michael Canes verglich 1966 in Telephones – Public or Private? das britische mit dem US-amerikanischen Telefonsystem und kam zum Ergebnis, dass sich die Servicequalität des britischen Systems durch eine Privatisierung steigern ließe.
Über seine Mitgliedschaft in der MPS konnte Seldon international anerkannte Ökonomen als Gastautoren gewinnen, etwa Friedrich August von Hayek, Gottfried Haberler, James M. Buchanan oder Milton Friedman.
Die wichtigsten und umstrittensten Veröffentlichungen des IEA lagen in den zwei Themengebieten Preisstabilität und Gewerkschaften.
In The Counter-Revolution in Monetary Theory (1970) argumentierte Friedman gegen den Keynesianismus.
Ein bekanntes Zitat aus diesem Artikel lautet: „Inflation is always and elsewhere a monetary phenomenon [...]“.
In A Tiger by the Tail (1972) und Unemployment and the Unions (1980) setzte sich Hayek kritisch mit der Stellung der Gewerkschaften auseinander.
Die Einrichtung unterstützt ebenfalls seit langem das Wirken von Klimaleugnern, die die Existenz der menschengemachten globalen Erwärmung abstreiten.

## Finanzierung
Das IEA gibt die genauen Quellen seiner Finanzierung nicht offiziell bekannt, es wurde aber von Gesundheitsorganisationen und der Tageszeitung The Guardian dafür kritisiert, seit Jahren Spenden von der Tabakindustrie anzunehmen und sich gleichzeitig in die öffentliche Debatte um Tabakkonsum und Rauchverbote einzumischen. Unter anderem erhält der Think Tank seit 1963 Gelder von British American Tobacco. British American Tobacco bestätigte im Jahr 2013 40.000 £ an das Institut gespendet zu haben, 20.000 £ im Jahr 2012 und 10.000 £ im Jahr 2011. Philip Morris International und Japan Tobacco International bestätigten ebenfalls finanzielle Unterstützung für das IEA. Im Jahr 2002 wurde bekannt, dass das bekannte IEA Mitglied Roger Scruton ein Pamphlet verfasst hat, in dem er die Anti-Tabakpolitik der Weltgesundheitsorganisation kritisierte, während er gleichzeitig für den Zigarettenkonzern Japan Tobacco International beratend tätig war.
Laut der Initiative Transparify, welche von der Open Society Foundation unterstützt wird, zählt das IEA zu jenen drei Denkfabriken in Großbritannien, welche am wenigsten transparent mit ihrer Finanzierung umgehen. Einflussreiche Organisationen wie das IEA, die sich weigern, ihre Finanzierung offenzulegen, bedrohen, so George Monbiot in The Guardian, die Grundlagen der Demokratie.

## Rezeption
Der Wirtschaftswissenschaftler Milton Friedman ist der Meinung, dass es ohne das IEA die „Thatcherite revolution“ in Großbritannien nicht gegeben hätte. Für die Sozialwissenschaftler Dieter Plehwe und Bernhard Walpen kann das IEA als Prototyp neoliberaler Think-Tanks gelten. Der Zeitgeschichtler Dominik Geppert sieht im IEA den wichtigsten publizistischen Wegbereiter der New Right in Großbritannien.